# Historique du parcours européen du Toulouse FC
Cet article présente les différentes campagnes européennes réalisées par le Toulouse FC depuis sa première participation à la Coupe UEFA en 1986.

## 1986-1987

### Coupe UEFA 1986-1987
| Premier tour aller Match 1 | SSC Naples    | 1–0 | Toulouse FC | Stadio San Paolo                                       |                                                        |
| 17 septembre 1986          | Carnevale 55e |     |             | Spectateurs : 73 875 Arbitrage : Karl-Heinz Tritschler | Spectateurs : 73 875 Arbitrage : Karl-Heinz Tritschler |

| Premier tour retour Match 2 | Toulouse FC                                   | 1–0             | SSC Naples                                      | Stadium municipal                                 |                                                   |
| 1er octobre 1986            | Stopyra 15e                                   |                 |                                                 | Spectateurs : 34 981 Arbitrage : Erik Fredriksson | Spectateurs : 34 981 Arbitrage : Erik Fredriksson |
| 1er octobre 1986            | Stopyra · Márcico · Durand · Marx · Tarantini | Tirs au but 4–3 | Giordano · Ferrario · Renica · Bagni · Maradona | Spectateurs : 34 981 Arbitrage : Erik Fredriksson | Spectateurs : 34 981 Arbitrage : Erik Fredriksson |

| Deuxième tour aller Match 3 | Toulouse FC       | 3–1 | Spartak Moscou | Stadium municipal                               |                                                 |
| 22 octobre 1986             | Passi 43e 67e 82e |     | Rodionov 56e   | Spectateurs : 35 962 Arbitrage : Zoran Petrović | Spectateurs : 35 962 Arbitrage : Zoran Petrović |

| Deuxième tour retour Match 4 | Spartak Moscou                                  | 5–1 | Toulouse FC | Stade Lénine                                   |                                                |
| 5 novembre 1986              | Rudakov 8e 17e · Rodionov 48e · Novikov 78e 89e |     | Durand 6e   | Spectateurs : 40 000 Arbitrage : Pietro D'Elia | Spectateurs : 40 000 Arbitrage : Pietro D'Elia |

## 1987-1988

### Coupe UEFA 1987-1988
| Premier tour aller Match 5 | Toulouse FC                                              | 5–1 | Paniónios GSS | Stadium municipal                               |                                                 |
| 16 septembre 1987          | Passi 7e · Stopyra 26e · Rocheteau 48e · Márcico 53e 88e |     | Aposporis 64e | Spectateurs : 25 438 Arbitrage : Werner Föckler | Spectateurs : 25 438 Arbitrage : Werner Föckler |

| Premier tour retour Match 6 | Paniónios GSS | 0–1 | Toulouse FC   | Nea Smirnis                                   |                                               |
| 30 septembre 1987           |               |     | Rocheteau 57e | Spectateurs : 4 000 Arbitrage : Tullio Lanese | Spectateurs : 4 000 Arbitrage : Tullio Lanese |

| Deuxième tour aller Match 7 | Toulouse FC          | 1–1 | Bayer Leverkusen | Stadium municipal                               |                                                 |
| 21 octobre 1987             | Tarantini 70e (pen.) |     | Schreier 32e     | Spectateurs : 31 000 Arbitrage : Zoran Petrović | Spectateurs : 31 000 Arbitrage : Zoran Petrović |

| Deuxième tour retour Match 8 | Bayer Leverkusen | 1–0 | Toulouse FC | BayArena                                    |                                             |
| 4 novembre 1987              | Schreier 80e     |     |             | Spectateurs : 14 000 Arbitrage : Kenny Hope | Spectateurs : 14 000 Arbitrage : Kenny Hope |

## 2007-2008

### Ligue des Champions 2007-2008
| Troisième tour préliminaire aller Match 9 | Toulouse FC | 0–1 | Liverpool FC | Stadium municipal                               |                                                 |
| 15 août 2007 16h30 CEST                   |             |     | Voronin 43e  | Spectateurs : 30 380 Arbitrage : Kýros Vassáras | Spectateurs : 30 380 Arbitrage : Kýros Vassáras |
| 15 août 2007 16h30 CEST                   | Rapport     |     |              | Spectateurs : 30 380 Arbitrage : Kýros Vassáras | Spectateurs : 30 380 Arbitrage : Kýros Vassáras |

| Troisième tour préliminaire retour Match 10 | Liverpool FC                             | 4–0 | Toulouse FC | Anfield                                         |                                                 |
| 28 août 2007 19h05 WEST                     | Crouch 19e · Hyypiä 49e · Kuyt 87e 90+1e |     |             | Spectateurs : 43 118 Arbitrage : Wolfgang Stark | Spectateurs : 43 118 Arbitrage : Wolfgang Stark |
| 28 août 2007 19h05 WEST                     | Rapport                                  |     |             | Spectateurs : 43 118 Arbitrage : Wolfgang Stark | Spectateurs : 43 118 Arbitrage : Wolfgang Stark |

### Coupe UEFA 2007-2008
Conséquence de sa défaite face à Liverpool, le TFC est en Coupe UEFA, au premier tour où il affronte le FK CSKA Sofia. Après deux matchs nuls, 0-0 à domicile puis 1-1 en Bulgarie, Toulouse se qualifie pour la phase de groupe à la faveur du but marqué à l'extérieur (but marqué par André-Pierre Gignac à la fin du temps additionnel). Le tirage au sort leur attribue le groupe E. Il y affronte les deux derniers adversaires qui l'ont éliminé de la Coupe de l'UEFA, le Spartak Moscou et le Bayer Leverkusen, ainsi que les Sparta Prague  et le FC Zurich. 
| Premier tour aller Match 11  | Toulouse FC | 0–0 | CSKA Sofia | Stadium municipal                                   |                                                     |
| 20 septembre 2007 20h30 CEST |             |     |            | Spectateurs : 14 201 Arbitrage : Nicolai Vollquartz | Spectateurs : 14 201 Arbitrage : Nicolai Vollquartz |
| 20 septembre 2007 20h30 CEST | Rapport     |     |            | Spectateurs : 14 201 Arbitrage : Nicolai Vollquartz | Spectateurs : 14 201 Arbitrage : Nicolai Vollquartz |

| Premier tour retour Match 12 | CSKA Sofia     | 1–1 | Toulouse FC  | Balgarska Armiya                                  |                                                   |
| 4 octobre 2007 19h00         | Nei 64e (pen.) |     | Gignac 90+6e | Spectateurs : 18 000 Arbitrage : Bernhard Brugger | Spectateurs : 18 000 Arbitrage : Bernhard Brugger |
| 4 octobre 2007 19h00         | Rapport        |     |              | Spectateurs : 18 000 Arbitrage : Bernhard Brugger | Spectateurs : 18 000 Arbitrage : Bernhard Brugger |

| Rang | Équipe           | Pts | J | G | N | P | Bp | Bc | Diff |
| ---- | ---------------- | --- | - | - | - | - | -- | -- | ---- |
| 1    | Bayer Leverkusen | 9   | 4 | 3 | 0 | 1 | 8  | 2  | +6   |
| 2    | Spartak Moscou   | 7   | 4 | 2 | 1 | 1 | 4  | 3  | +1   |
| 3    | FC Zurich        | 6   | 4 | 2 | 0 | 2 | 4  | 7  | -3   |
| 4    | Sparta Prague    | 4   | 4 | 1 | 1 | 2 | 4  | 5  | -1   |
| 5    | Toulouse FC      | 3   | 4 | 1 | 0 | 3 | 4  | 7  | -3   |

| Poule E Journée 1 Match 13             | Bayer Leverkusen | 1–0 | Toulouse FC | BayArena                                        |                                                 |
| 25 octobre 2007 19h00 5e place 0 point | Kießling 35e     |     |             | Spectateurs : 15 576 Arbitrage : Jonas Eriksson | Spectateurs : 15 576 Arbitrage : Jonas Eriksson |
| 25 octobre 2007 19h00 5e place 0 point | Rapport          |     |             | Spectateurs : 15 576 Arbitrage : Jonas Eriksson | Spectateurs : 15 576 Arbitrage : Jonas Eriksson |

| Poule E Journée 2 Match 14             | Toulouse FC                | 2–3 | Sparta Prague             | Stadium municipal                                          |                                                            |
| 8 novembre 2007 20h30 5e place 0 point | Elmander 14e · Mansaré 80e |     | Kisel 67e 88e · Došek 68e | Spectateurs : 8 546 Arbitrage : Eduardo Iturralde González | Spectateurs : 8 546 Arbitrage : Eduardo Iturralde González |
| 8 novembre 2007 20h30 5e place 0 point | Rapport                    |     |                           | Spectateurs : 8 546 Arbitrage : Eduardo Iturralde González | Spectateurs : 8 546 Arbitrage : Eduardo Iturralde González |

| Poule E Journée 3 Match 15              | FC Zurich                       | 2–0 | Toulouse FC | Letzigrund                                           |                                                      |
| 29 novembre 2007 20h15 5e place 0 point | Tihinen 42e · Araujo 64e (pen.) |     |             | Spectateurs : 10 600 Arbitrage : Georgios Kasnaferis | Spectateurs : 10 600 Arbitrage : Georgios Kasnaferis |
| 29 novembre 2007 20h15 5e place 0 point | Rapport                         |     |             | Spectateurs : 10 600 Arbitrage : Georgios Kasnaferis | Spectateurs : 10 600 Arbitrage : Georgios Kasnaferis |

| Poule E Journée 5 Match 16               | Toulouse FC    | 2–1 | Spartak Moscou    | Stadium municipal                               |                                                 |
| 19 décembre 2007 20h45 5e place 3 points | Santos 41e 53e |     | Dzyuba 61e (pen.) | Spectateurs : 14 608 Arbitrage : Espen Berntsen | Spectateurs : 14 608 Arbitrage : Espen Berntsen |
| 19 décembre 2007 20h45 5e place 3 points | Rapport        |     |                   | Spectateurs : 14 608 Arbitrage : Espen Berntsen | Spectateurs : 14 608 Arbitrage : Espen Berntsen |

## 2009-2010

### Ligue Europa 2009-2010
Le TFC est qualifié pour le tour de barrages de la première édition de la Ligue Europa, qui succède à la coupe UEFA. 
| Tour de barrage aller Match 17 | Trabzonspor | 1–3   | Toulouse FC                    | Stade Hüseyin-Avni-Aker                         |                                                 |
| 20 août 2009 18:45 CEST        | Song 16e    | (1-1) | Gignac 12e 59e · Mansaré 90+1e | Spectateurs : 21 757 Arbitrage : Pavel Královec | Spectateurs : 21 757 Arbitrage : Pavel Královec |
| 20 août 2009 18:45 CEST        | Rapport     |       |                                | Spectateurs : 21 757 Arbitrage : Pavel Královec | Spectateurs : 21 757 Arbitrage : Pavel Královec |

| Tour de barrage retour Match 18 | Toulouse FC | 0-1   | Trabzonspor  | Stadium                                         |                                                 |
| 27 août 2009                    |             | (0-0) | Gülselam 55e | Spectateurs : 15 535 Arbitrage : Serge Gumienny | Spectateurs : 15 535 Arbitrage : Serge Gumienny |

| Rang | Équipe            | Pts | J | G | N | P | Bp | Bc | Diff |
| ---- | ----------------- | --- | - | - | - | - | -- | -- | ---- |
| 1    | Chakhtar Donetsk  | 13  | 6 | 4 | 1 | 1 | 14 | 3  | +11  |
| 2    | Club Bruges       | 11  | 6 | 3 | 2 | 1 | 10 | 8  | +2   |
| 3    | Toulouse FC       | 7   | 6 | 2 | 1 | 3 | 6  | 11 | -5   |
| 4    | Partizan Belgrade | 3   | 6 | 1 | 0 | 5 | 6  | 14 | -8   |

| 1re journée             | Partizan Belgrade       | 2 - 3   | Toulouse FC                  | Stade du Partizan, Belgrade                    |                                                |
| 17 septembre 2009 21h05 | Krstajić 23e · Cléo 67e | (1 - 2) | Sirieix 30e 38e · Devaux 49e | Spectateurs : 13 845 Arbitrage : Selçuk Dereli | Spectateurs : 13 845 Arbitrage : Selçuk Dereli |
| 17 septembre 2009 21h05 | Rapport                 |         |                              | Spectateurs : 13 845 Arbitrage : Selçuk Dereli | Spectateurs : 13 845 Arbitrage : Selçuk Dereli |

| 2e journée             | Toulouse FC              | 2 – 2   | Club Bruges                | Stadium, Toulouse                             |                                               |
| 1er octobre 2009 19h00 | Sissoko 54e · Gignac 84e | (0 – 0) | Akpala 52e · Perišić 90+3e | Spectateurs : 12 215 Arbitrage : Sascha Kever | Spectateurs : 12 215 Arbitrage : Sascha Kever |
| 1er octobre 2009 19h00 | Rapport                  |         |                            | Spectateurs : 12 215 Arbitrage : Sascha Kever | Spectateurs : 12 215 Arbitrage : Sascha Kever |

| 3e journée            | Shakhtar Donetsk                                             | 4 – 0   | Toulouse FC | Donbass Arena, Donetsk                                      |                                                             |
| 22 octobre 2009 19h00 | Fernandinho 7e (pen.) · Luiz Adriano 24e 56e · Hübschman 38e | (3 – 0) |             | Spectateurs : 50 217 Arbitrage : Bruno Miguel Duarte Paixão | Spectateurs : 50 217 Arbitrage : Bruno Miguel Duarte Paixão |
| 22 octobre 2009 19h00 | Rapport                                                      |         |             | Spectateurs : 50 217 Arbitrage : Bruno Miguel Duarte Paixão | Spectateurs : 50 217 Arbitrage : Bruno Miguel Duarte Paixão |

| 4e journée            | Toulouse FC | 0 – 2   | Chakhtar Donetsk           | Stadium, Toulouse                                      |                                                        |
| 5 novembre 2009 21h05 |             | (0 – 0) | Luiz Adriano 50e · Gai 63e | Spectateurs : 12 046 Arbitrage : César Muñiz Fernández | Spectateurs : 12 046 Arbitrage : César Muñiz Fernández |
| 5 novembre 2009 21h05 | Rapport     |         |                            | Spectateurs : 12 046 Arbitrage : César Muñiz Fernández | Spectateurs : 12 046 Arbitrage : César Muñiz Fernández |

| 5e journée            | Toulouse FC | 1 – 0   | Partizan Belgrade | Stadium, Toulouse                                   |                                                     |
| 3 décembre 2009 19h00 | Braaten 54e | (0 – 0) |                   | Spectateurs : 11 123 Arbitrage : Kristinn Jakobsson | Spectateurs : 11 123 Arbitrage : Kristinn Jakobsson |
| 3 décembre 2009 19h00 | Rapport     |         |                   | Spectateurs : 11 123 Arbitrage : Kristinn Jakobsson | Spectateurs : 11 123 Arbitrage : Kristinn Jakobsson |

| 6e journée             | Club Bruges   | 1 – 0   | Toulouse FC | Stade Jan Breydel, Bruges                          |                                                    |
| 16 décembre 2009 21h05 | Perišić 90+2e | (0 – 0) |             | Spectateurs : 23 668 Arbitrage : Svein Oddvar Moen | Spectateurs : 23 668 Arbitrage : Svein Oddvar Moen |
| 16 décembre 2009 21h05 | Rapport       |         |             | Spectateurs : 23 668 Arbitrage : Svein Oddvar Moen | Spectateurs : 23 668 Arbitrage : Svein Oddvar Moen |

## 2023-2024

### Ligue Europa 2023-2024
À la suite de son titre lors de la  Coupe de France de football 2022-2023, le TFC est directement qualifié en phase de poules de la Ligue Europa 2023-2024
| Rang | Équipe               | Pts | J | G | N | P | Bp | Bc | Diff |  | Résultats (▼ dom., ► ext.) |     |     |     |     |
| ---- | -------------------- | --- | - | - | - | - | -- | -- | ---- |  | -------------------------- | --- | --- | --- | --- |
| 1    | Liverpool FC         | 12  | 6 | 4 | 0 | 2 | 17 | 7  | +10  |  | Liverpool FC               |     | 5-1 | 2-0 | 4-0 |
| 2    | Toulouse FC          | 11  | 6 | 3 | 2 | 1 | 8  | 9  | -1   |  | Toulouse FC                | 3-2 |     | 0-0 | 1-0 |
| 3    | Union saint-gilloise | 8   | 6 | 2 | 2 | 2 | 5  | 8  | -3   |  | Union saint-gilloise       | 2-1 | 1-1 |     | 2-1 |
| 4    | LASK                 | 3   | 6 | 1 | 0 | 5 | 6  | 12 | -6   |  | LASK                       | 1-3 | 1-2 | 3-0 |     |

| 1re journée                  | Union saint-gilloise                          | 1 - 1   | Toulouse FC                               | RSC Anderlecht Stadium, Anderlecht                                                                        | |
| 21 septembre 2023 18h55 CEST | Amoura 69e                                    | (0 - 1) | 45+3e (pen.) Dallinga                     | Spectateurs : 12 162 Diffuseur : RMC Sport, tipik Arbitrage : Rohit Saggi Arbitre vidéo : Jeroen Manschot | Spectateurs : 12 162 Diffuseur : RMC Sport, tipik Arbitrage : Rohit Saggi Arbitre vidéo : Jeroen Manschot |
| 21 septembre 2023 18h55 CEST | Vanhoutte 14e · Mac Allister 53e · Sadiki 78e | Rapport | 33e Dønnum · 86e Magri · 66e, 90+4e Costa | Spectateurs : 12 162 Diffuseur : RMC Sport, tipik Arbitrage : Rohit Saggi Arbitre vidéo : Jeroen Manschot | Spectateurs : 12 162 Diffuseur : RMC Sport, tipik Arbitrage : Rohit Saggi Arbitre vidéo : Jeroen Manschot |

| 2e journée                | Toulouse FC                                       | 1 - 0   | LASK                                  | Stadium, Toulouse                                                                                 |                                                                                                   |
| 5 octobre 2023 21h00 CEST | Suazo 31e                                         | (1 - 0) |                                       | Spectateurs : 29 223 Diffuseur : RMC Sport Arbitrage : Nicholas Walsh Arbitre vidéo : John Beaton | Spectateurs : 29 223 Diffuseur : RMC Sport Arbitrage : Nicholas Walsh Arbitre vidéo : John Beaton |
| 5 octobre 2023 21h00 CEST | Suazo 36e · Diarra 39e · Schmidt 40e · Desler 65e | Rapport | 57e Jovičić · 76e Darboe · 90e Ljubic | Spectateurs : 29 223 Diffuseur : RMC Sport Arbitrage : Nicholas Walsh Arbitre vidéo : John Beaton | Spectateurs : 29 223 Diffuseur : RMC Sport Arbitrage : Nicholas Walsh Arbitre vidéo : John Beaton |

| 3e journée                 | Liverpool FC                                                   | 5 - 1   | Toulouse FC  | Anfield, Liverpool                                                                                      | |
| 26 octobre 2023 21h00 CEST | Jota 9e · Endō 30e · Núñez 34e · Gravenberch 65e · Salah 90+3e | (3 - 1) | 16e Dallinga | Spectateurs : 51 210 Diffuseur : RMC Sport Arbitrage : Rade Obrenovič Arbitre vidéo : Christian Dingert | Spectateurs : 51 210 Diffuseur : RMC Sport Arbitrage : Rade Obrenovič Arbitre vidéo : Christian Dingert |
| 26 octobre 2023 21h00 CEST | Elliott 75e                                                    | Rapport |              | Spectateurs : 51 210 Diffuseur : RMC Sport Arbitrage : Rade Obrenovič Arbitre vidéo : Christian Dingert | Spectateurs : 51 210 Diffuseur : RMC Sport Arbitrage : Rade Obrenovič Arbitre vidéo : Christian Dingert |

| 4e journée                 | Toulouse FC                                | 3 - 2   | Liverpool FC                      | Stadium, Toulouse                                                                                                  | |
| 9 novembre 2023 18h45 CEST | Dønnum 36e · Dallinga 58e · Magri 76e      | (1 - 0) | 74e (csc) Cásseres Jr. · 89e Jota | Spectateurs : 32 026 Diffuseur : RMC Sport, RMC Story Arbitrage : Georgi Kabakov Arbitre vidéo : Dragomir Draganov | Spectateurs : 32 026 Diffuseur : RMC Sport, RMC Story Arbitrage : Georgi Kabakov Arbitre vidéo : Dragomir Draganov |
| 9 novembre 2023 18h45 CEST | Schmidt 11e · Kamanzi 90+4e · Restes 90+6e | Rapport | 34e Endō · 90+4e Núñez            | Spectateurs : 32 026 Diffuseur : RMC Sport, RMC Story Arbitrage : Georgi Kabakov Arbitre vidéo : Dragomir Draganov | Spectateurs : 32 026 Diffuseur : RMC Sport, RMC Story Arbitrage : Georgi Kabakov Arbitre vidéo : Dragomir Draganov |

| 5e journée                  | Toulouse FC | 0 - 0   | Union saint-gilloise                                         | Stadium, Toulouse                                                                                |                                                                                                  |
| 30 novembre 2023 21h00 CEST |             | (0 -0)  |                                                              | Spectateurs : 31 205 Diffuseur : RMC Sport Arbitrage : Matej Jug Arbitre vidéo : Nejc Kajtazovic | Spectateurs : 31 205 Diffuseur : RMC Sport Arbitrage : Matej Jug Arbitre vidéo : Nejc Kajtazovic |
| 30 novembre 2023 21h00 CEST | Sierro 57e  | Rapport | Vanhoutte 14e · Mac Allister 34e · Amoura 56e · Sadiki 90+2e | Spectateurs : 31 205 Diffuseur : RMC Sport Arbitrage : Matej Jug Arbitre vidéo : Nejc Kajtazovic | Spectateurs : 31 205 Diffuseur : RMC Sport Arbitrage : Matej Jug Arbitre vidéo : Nejc Kajtazovic |

| 6e journée                   | LASK                                         | 1 - 2   | Toulouse FC                | Raiffeisen Arena, Linz                         |                                                |
| Jeudi 14 décembre 2023 18h45 | Ljubičić 61e                                 | (0 - 0) | 54e Dallinga · 83e Suazo   | Spectateurs : 16 100 Arbitrage : Fabio Maresca | Spectateurs : 16 100 Arbitrage : Fabio Maresca |
| Jeudi 14 décembre 2023 18h45 | Ljubičić 34e · Žulj 47e · Horvath (de) 90+5e | Rapport | 74e Mawissa · 90+3e Dønnum | Spectateurs : 16 100 Arbitrage : Fabio Maresca | Spectateurs : 16 100 Arbitrage : Fabio Maresca |

| 16e de finale aller         | Benfica Lisbonne                            | 2 - 1   | Toulouse FC                                                                                 | Estádio da Luz, Lisbonne                        |                                                 |
| Jeudi 15 février 2024 21h00 | Di María 68e (pen.) · Di María 90+8e (pen.) | (0 - 0) | 75e Desler                                                                                  | Spectateurs : 56 553 Arbitrage : Donatas Rumšas | Spectateurs : 56 553 Arbitrage : Donatas Rumšas |
| Jeudi 15 février 2024 21h00 | Kökçü 90+2e                                 | Rapport | 37e Spierings · 43e Desler · 57e Restes · 90+2e Skyttä · 90+2e, 90+6e Mawissa · 90+7e Magri | Spectateurs : 56 553 Arbitrage : Donatas Rumšas | Spectateurs : 56 553 Arbitrage : Donatas Rumšas |

| 16e de finale retour        | Toulouse FC                          | 0 - 0   | Benfica Lisbonne | Stadium, Toulouse                                 |                                                   |
| Jeudi 22 février 2024 18h45 |                                      | (0 - 0) |                  | Spectateurs : 31 826 Arbitrage : Maurizio Mariani | Spectateurs : 31 826 Arbitrage : Maurizio Mariani |
| Jeudi 22 février 2024 18h45 | Dønnum 15e · Suazo 74e · Kamanzi 83e | Rapport | 84e Bah          | Spectateurs : 31 826 Arbitrage : Maurizio Mariani | Spectateurs : 31 826 Arbitrage : Maurizio Mariani |

## Bilan
| Compétition         | Saisons | Domicile | Domicile | Domicile | Domicile | Domicile | Domicile | Extérieur | Extérieur | Extérieur | Extérieur | Extérieur | Extérieur | Total | Total | Total | Total | Total | Total |
| Compétition         | Saisons | J        | G        | N        | P        | BP       | BC       | J         | G         | N         | P         | BP        | BC        | J     | G     | N     | P     | BP    | BC    |
| Ligue des champions | 1       | 1        | 0        | 0        | 1        | 0        | 1        | 1         | 0         | 0         | 1         | 0         | 4         | 2     | 0     | 0     | 2     | 0     | 5     |
| Ligue Europa        | 3 + 1°  | 7        | 4        | 2        | 1        | 14       | 7        | 8         | 2         | 1         | 5         | 6         | 12        | 15    | 6     | 3     | 6     | 20    | 19    |
| Total               | 4       | 8        | 4        | 2        | 2        | 14       | 8        | 9         | 2         | 1         | 6         | 6         | 16        | 17    | 6     | 3     | 8     | 20    | 24    |

- ° : Les saisons en coupe UEFA arrivées après un reversement depuis la ligue des champions ne comptent pas dans le total du nombre de saison en compétition européenne.